# George Ali
George Ali (nacido George Bolingbroke; c.1866-26 de abril de 1947) fue un actor especializado en la "actuación con piel" o pantomima animal, interpretando animales en producciones teatrales y cinematográficas. Actuó con éxito en numerosas obras de teatro y vodevil, trabajando como leones, tigres y osos, pero fue como la niñera canina Nana y el Cocodrilo en la adaptación cinematográfica de Peter Pan de 1924 por lo que es más recordado. Barrie había escrito el papel esperando que lo interpretara un niño, pero se eligió a un adulto para el papel técnicamente exigente. Ali interpretó al personaje con 58 años.
La actuación de George Ali como Nana fue muy aclamada. De particular interés es como el titiritero mueve la boca y los ojos de Nana. Ali manipula los rasgos de la cabeza desde dentro mediante cuerdas, mientras camina acuclillado a cuatro patas.

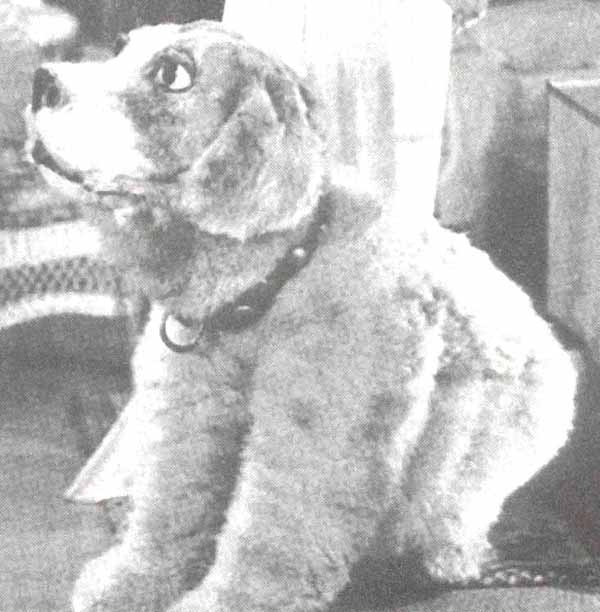
George Ali como la perra Nana en la película Peter Pan (1924).

Era un titiritero y gimnasta muy hábil. Se desconoce si Ali también participó en la creación de sus disfraces especiales. En los primeros días del cine y la televisión, no era raro que los maquilladores y especialistas crearan e interpretaran sus propios personajes de efectos especiales. 
Ali murió el 26 de abril de 1947 en Freeport, Long Island, Nueva York.

## Filmografía

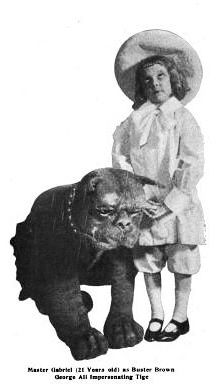
George Ali como el bulldog Tige (izquierda), en la producción de Broadway de 1905 de Buster Brown.

- Peter Pan (como Nana/Cocodrilo)

### Producciones teatrales
- Parade (como The Jackass)
- Chee-Chee (como San Toy)
- White Wings (como Joseph)
- Buster Brown (como Tige)
- El lirio de Jersey (como Pretty Polly)
- Dick Whittington y su gato (como el gato Mouser)
- Fantasías de una noche de verano de George W. Lederer (como Mr. Black Bear)
- The Wild Rose (como bebé)
- Hoity Toity (como el barón Barbon)
- Depleurisy (como Antoine)
- A Man From Mars (como víctima del tranvía)
- Fiddle-dee-dee (como Leo)
- ¿Quo Vass Iss? (como Sparrus Copus)
- Arizona (como Ham Song)
- Exhibit II (como Tipit)
- Whirl-i-gig (como intérprete)
- Tom, Tom, the Piper's Son (como intérprete)